# Philotrypesis javae
Philotrypesis javae är en stekelart som beskrevs av Girault 1919. Philotrypesis javae ingår i släktet Philotrypesis och familjen fikonsteklar. Inga underarter finns listade i Catalogue of Life.